# Lonchura flaviprymna
Lonchura flaviprymna е вид птица от семейство Estrildidae.

## Разпространение
Видът е разпространен в Австралия.